# 윤식
윤식(尹埴, 1939년 4월 9일~2023년 3월 24일)은 대한민국의 대학 교수 출신 정치인이다. 제10대 국회의원을 지냈다.
대구에서 출생하였고 본관은 파평(坡平)이며 호(號)는 화중(禾中)이다.

## 학력
- 경북고등학교 졸업
- 서울대학교 문리과대학 정치학과 졸업(정치학사)
- 서울대학교 대학원 경제학과 경제학 석사
- 미국 하와이 주립 대학교 대학원 농업토목학과 농학석사
- 미국 하와이 주립 대학교 대학원 자원경제학과 경제학 석사
- 미국 베일러 대학교 대학원 경제학 박사

## 경력
- 국민대학교 경제학과 조교수(학과장 및 학생처장 역임)
- 서울대학교, 인하대, 홍익대, 경기대, 국방대학원 강사
- 국제경제연구원 수석연구원
- 산업연구원 선임연구위원
- 사단법인 4월회 회장(현)
- 대구경북개발연구원 원장(현)

## 역대 선거 결과
| 실시년도 | 선거 | 대수 | 직책     | 선거구           | 정당       | 득표수 | 득표율      | 순위 | 당락 | 비고 |
| -------- | ---- | ---- | -------- | ---------------- | ---------- | ------ | ----------- | ---- | ---- | ---- |
| 1978년   | 총선 | 10대 | 국회의원 | 통일주체국민회의 | 유신정우회 |        | \| \| 0% \| | 지명 |      | 초선 |
|          | 0%   |      |          |                  |            |        |             |      |      |      |